# Benjamin Auffret
Benjamin Auffret (Montereau-Fault-Yonne, 15 de marzo de 1995) es un deportista francés que compite en saltos de plataforma.
Ganó tres medallas en el Campeonato Europeo de Natación entre los años 2017 y 2019. Participó en los Juegos Olímpicos de Río de Janeiro 2016, ocupando el cuarto lugar en la prueba de plataforma 10 m.

## Palmarés internacional
| Campeonato Europeo | Campeonato Europeo    | Campeonato Europeo | Campeonato Europeo |
| Año                | Lugar                 | Medalla            | Prueba             |
| ------------------ | --------------------- | ------------------ | ------------------ |
| 2017               | Kiev (Ucrania)        | Medalla de oro     | Plataforma 10 m    |
| 2018               | Glasgow (Reino Unido) | Medalla de bronce  | Plataforma 10 m    |
| 2019               | Kiev (Ucrania)        | Medalla de plata   | Plataforma 10 m    |